# Nea Elvetia
Nea Elvetia (Grieks: Νέα Ελβετία) (Nieuw Zwitserland) is een metrostation in de Griekse stad Thessaloniki dat op 30 november 2024 werd geopend.

## Geschiedenis
In 1918 werd, naar aanleiding van de grote stadsbrand in 1917, een wederopbouwplan gepresenteerd dat onder andere voorzag in de nieuwbouw van twee kopstations voor de spoorwegen die onderling verbonden zouden worden met een metro die de oude stad in een tunnel onder de Egnatialaan zou doorkruisen. Het westelijke kopstation zou komen op de locatie van metrostation Dimokratias, het oostelijke zou komen in Nea Elvetia, destijds een vrijwel onbebouwd gebied ten zuidoosten van de oude stad, waar nieuwe woonwijken moesten verrijzen. Het kopstation bij Nea Elvetia moest het westelijke eindpunt worden van een spoorlijn tussen Thessaloniki en de Strymonische golf via Mikra. De metro zou in het plan uit 1918 tussen de Universiteit en Nea Elvetia bovengronds rijden over een traject langs het Toumbastadion. In station Nea Elvetia moest een metroperron haaks op de spoorwegperrons komen en metro's uit de stad zouden niet kopmaken, maar door een keerlus rijden voor de terugweg, zoals dat bij enkele Parijse metrolijnen ook gedaan is. 

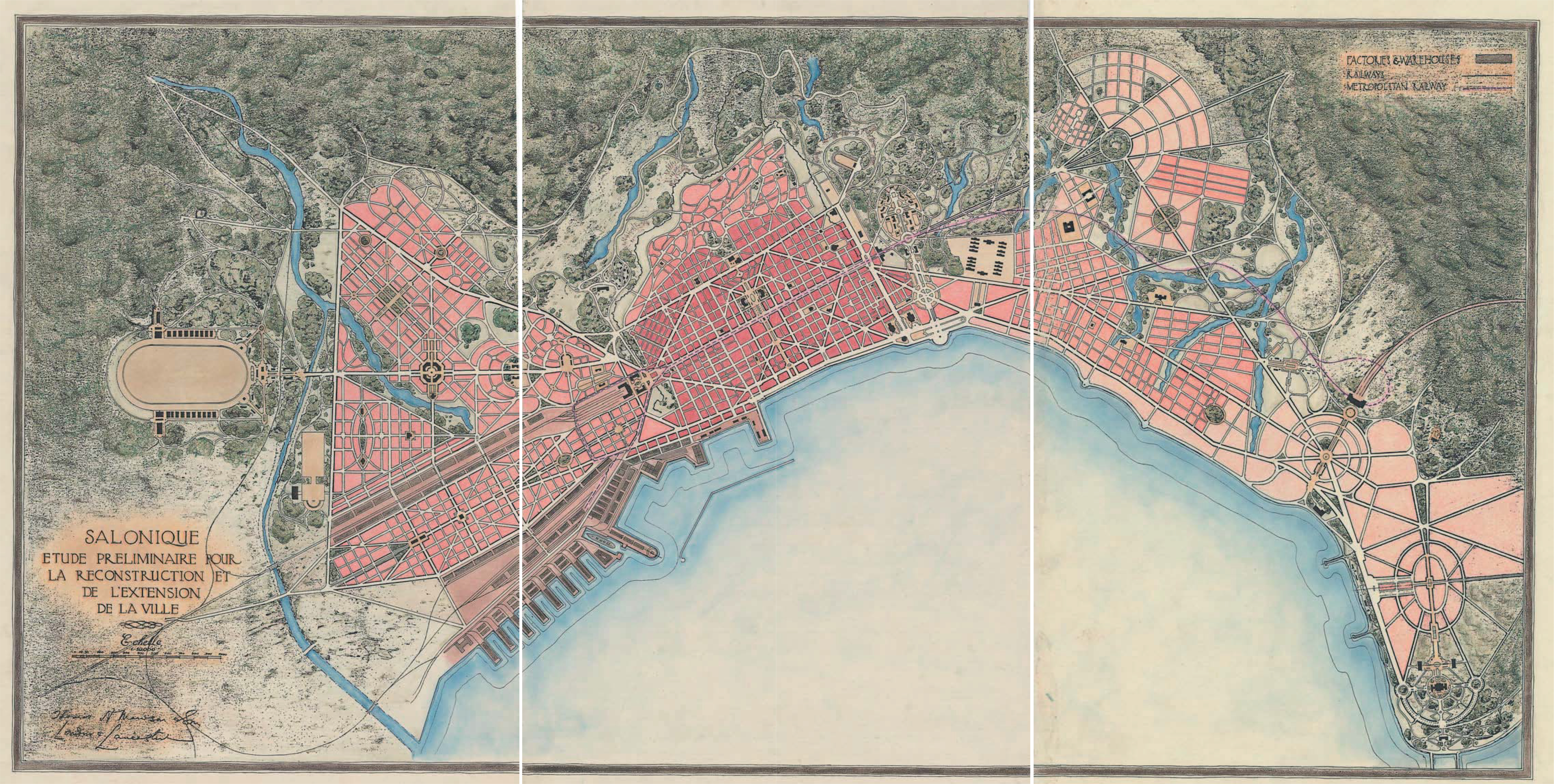
Het wederopbouwplan uit 1918 met de metro als paarse lijn

De herbouw en uitbreiding van de stad werden gerealiseerd, het spoorwegstation bij Nea Elvetia werd echter nooit gebouwd en de metro kwam er pas in 2024. In 1968 kwam er een nieuw voorstel voor een metro, dit keer een ringlijn die deels onder de Golf van Thessaloniki zou lopen, maar ook dit kwam niet verder dan de tekentafel. In de jaren 80 van de 20e eeuw kwam de gemeente Thessaloniki met een eigen metroplan waarin het tracé binnen de stadsmuren hetzelfde was als dat in 1918, maar ten zuidoosten van de binnenstad eveneens ondergronds zou lopen volgens het uiteindelijk gerealiseerde tracé dat westelijker ligt dan het in 1918 voorgestelde bovengrondse. In het gemeentelijke plan stond als mogelijke uitbreiding ook het oostelijke tracé, zij het ondergronds, dat bij Papafi zou aftakken en eveneens Nea Elvetia als eindpunt zou krijgen. De bouw begon in 1986 en werd in 1989 stilgelegd om financiële redenen. In april 2006 werd gekozen voor een automatische metro naar het voorbeeld van de metro van Kopenhagen. In juni 2006 begon de aanleg met een geplande bouwtijd van 6 jaar.  Archeologische vondsten waren aanleiding om de metrolijn deels opnieuw te ontwerpen zodat de opening pas op 30 november 2024, 12 jaar na de geplande oplevering, plaatsvond.

## Ligging en inrichting
Het metrostation ligt oost-west onder een tegelijkertijd gebouwd busstation voor stads- en streekvervoer met buslijnen naar onder andere gebieden ten oosten van de stad.  De bushaltes liggen rond een verkeerseiland dat met een roltrapgroep, een lift en een vaste trap aan de noordkant is verbonden met de stationshal op 6 meter onder het maaiveld. Aan de zuidkant van de Michael Pselloustraat ligt nog een toegang met roltrappen die via een voetgangerstunnel met de stationshal is verbonden. De ruim opgezette stationshal heeft achter de OV-poortjes aan de westkant een lift en een vaste trap tussen hal en perron, achter de OV-poortjes aan de oostkant verbinden roltrappen de hal met het perron. Vides tussen hal en het perron op 10 meter diepte bieden een blik op het perron vanuit de stationshal. In de noordelijke wand van de hal zijn naast de vaste trap de kaartverkoop en het loket van de stationschef te vinden tegenover de voetgangerstunnel aan de zuidkant. Het perron zelf is, net als het Deense voorbeeld, een eilandperron met een strakke afwerking en perrondeuren. Ten westen van het perron ligt een kruiswissel die het mogelijk maakt om beide sporen in beide richtingen te berijden. Hoewel het voor de reizigersdienst als eindpunt dient lopen de metrotunnels ten oosten van het station verder door. Ze buigen daar af naar het zuiden onder de Allatinistraat om bijna 1km zuidelijker het depot in Pylaia te bereiken.